# Медицинский университет (София)
Медицинский университет — государственное высшее учебное заведение в городе София. Старейшее высшее медицинское учебное заведение в Болгарии.
В университет обучается более 8300 студентов, в том числе 3100 иностранных, 121 докторанта, 2237 аспирантов и 23 клинических ординатора. Медицинский университет прошёл государственную аккредитацию с оценкой 9,68, срок действия аккредитации истекает 25 июля 2019 года.

## История
Медицинский университет в Софии — старейшее в Болгарии заведение высшего медицинского образования. Начало его истории положил в 1917 году болгарский царь Фердинанд I, издав указ об основании медицинского факультета Софийского университета. Первая лекция была прочитана в 1918 году профессор Г. Шишковым. Среди первых профессоров медицины в Болгарии были В. Молов, П. Стоянов, Св. Киркович, Ив. Кипров (первый декан), Р. Х. Канн, Т. Петров, Пашев, Ат. Теодоров и др. Большой вклад в развитие нового факультета внесли доктора М. Руссева, А.М. Петров, Св. Ватев и П. Ораховац, которые подготовили отделения Александровской больницы для нужд будущих факультетских клиник и организовали обучение.
В 1942 году в составе Софийского университета появился стоматологический факультет, учредителями которого стали профессор Ал. Станишев, доценты Сл. Давидов и Г. Стилянов.
1950 год — Президиум Народного собрания Болгарии принял решение об отделении медицинского факультета от Софийского университета и его преобразовании в Медицинскую академию.
1954 год — Медицинская академия переименована в Высший медицинский институт.
1972 год — Создана объединённая Медицинская академия, включившая все высшие медицинские учебные учреждения в Болгарии.
1990 год — объединённая Медицинская академия распускается, в результате чего все высшие медицинские институты вновь становятся независимыми.
21 мая 1995 — Высший медицинский институт переименован в Медицинский университет
В мае 2009 года филиалом университета стал медицинский колледж в городе Враца.

## Структура
Медицинский университет включает 4 факультета, 1 департамент (Департамент языкового обучения и студенческого спорта), 1 колледж (Медицинский колледж «Йорданка Филаретова» в Софии), 1 филиал в городе Враца, Центральную медицинскую библиотеку, Университетский электронный, информационный и образовательный центр и 14 университетских больниц. Как в большинстве западноевропейских стран и США, он состоит из двух основных структур — доклинической базы и клинической базы. Всего в университете работают 1969 преподавателей и научных сотрудников.

### Факультеты
- Медицинский факультет
- Стоматологический факультет
- Фармацевтический факультет

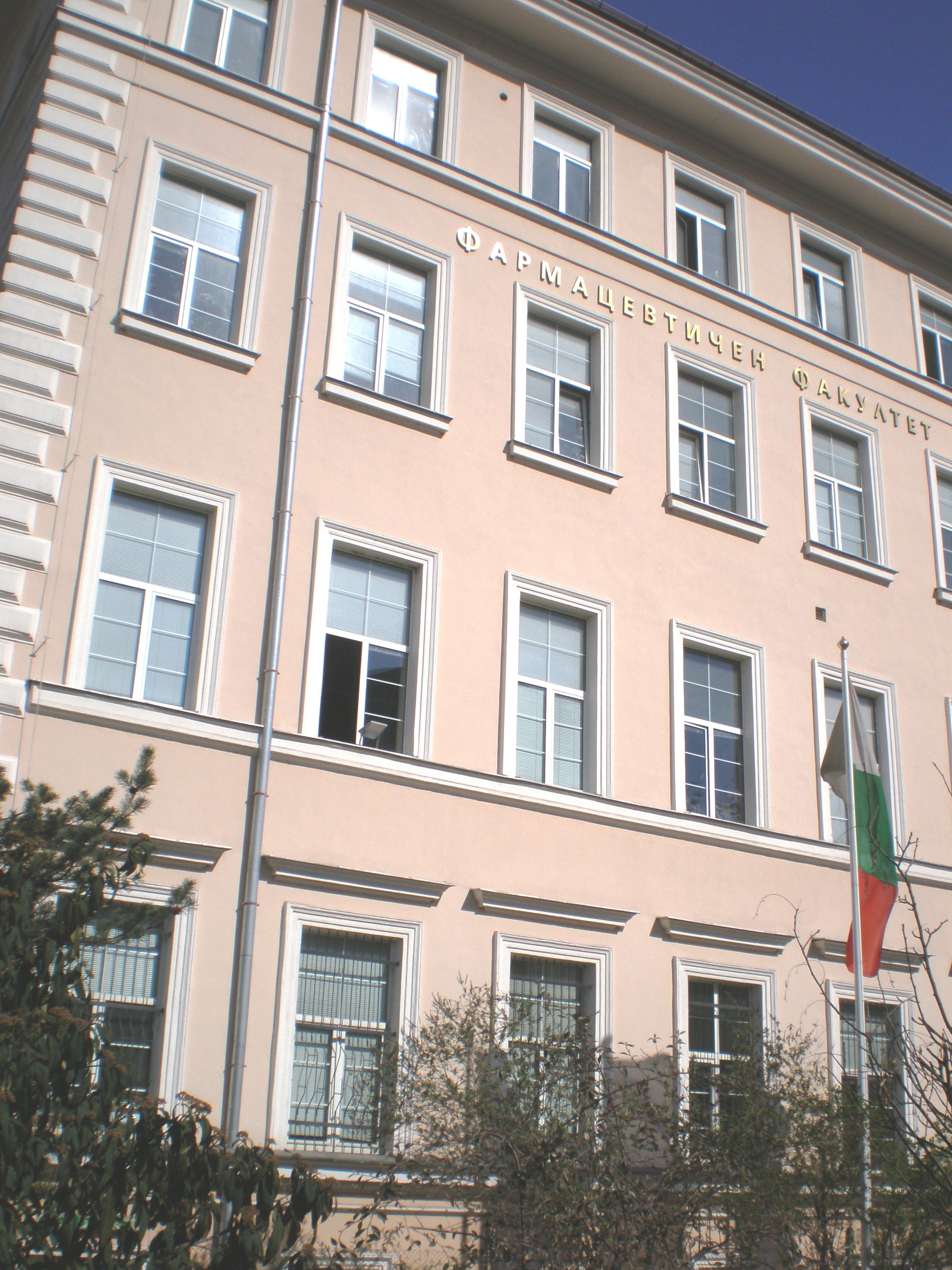
Фармацевтический факультет на Московской улице в Софии

- Факультет общественного здравоохранения

### Университетские больницы
- УМБАЛ «Св. Иван Рилски»
- УМБАЛ «Александровска»
- УМБАЛ «Св. Анна»
- УМБАЛ «Царица Йоанна» (Институт специализации и усовершенствования врачей)
- УСБАЛ по ортопедии (Горна Баня)
- УСБАЛ по эндокринологии
- УСБАЛ «Майчин дом»
- УСБАЛ по педиатрии
- УСБАЛ «Св. Екатерина»
- МБАЛНП «Свети Наум» («Больница на Четвёртом километре»)
- УСБАЛ «Св. София»
- УМБАЛСМ «Н. И. Пирогов»

## Ректорат
- Ректор — проф. доктор Виктор Златков
- Проректор по учебной деятельности — профессор доктор Тихомира Златанова
- Проректор по науке и аккредитации — профессор доктор Валентина Петкова, дфн
- Проректор по последипломному обучению, международной интеграции и проектному финансированию — профессор доктор Радомир Угринов